# Gadon (Cepu)
Gadon is een bestuurslaag in het regentschap Blora van de provincie Midden-Java, Indonesië. Gadon telt 998 inwoners (volkstelling 2010).